# 獅子舞フェスタ
獅子舞フェスタ（ししまいフェスタ）は、香川県木田郡三木町の三木町総合運動公園で2004年〜2010年9月下旬に開催されていた三木町を代表する秋の祭りである。

## 概要
三木町の顔づくり事業推進協議会の調査により、町内の神社に大獅子が3頭、小獅子は53頭奉納されていることが判った。そして同協議会はこの貴重な財産を町の顔とし、町おこしイベントとすることを町長に提案した。
平成4年9月26日に開催された獅子舞フェスタは、当初は1回限りの予定だったが、参加者や観客からの続けてほしいという声が強く、存続が決まった。
平成7年の第4回目からはふるさと物産まつりを統合し「獅子舞フェスタ・活き生きふれあいまつり」とスケールアップした。(なお第5回目からは「健康まつり、福祉ふれあいまつり」を統合)
しかし平成23年度より、町の財政状況が厳しいなどといった理由から打ち切られた。

## 交通
- 三木町コミュニティバス総合運動公園南下車